# Japonismo
Japonismo es un término que se refiere a la influencia de las artes niponas en las occidentales. La palabra se usó por vez primera por Jules Claretie en su libro L'Art Francais en 1872 publicado ese año. 
Las obras creadas a partir de la transferencia directa de los principios del arte japonés sobre el occidental, especialmente las realizadas por artistas franceses, reciben la denominación de japonesque («japonesca») o japonaiserie («japonería»). 
El arte y la artesanía japonesa fue una de las principales atracciones de la Exposición Universal de Londres (1862). Desde entonces los ukiyo-e (xilografías japonesas) se convirtieron en fuente de inspiración para muchos pintores, comenzando por los impresionistas, continuando con los postimpresionistas y modernistas de finales del siglo XIX, y por último para los cubistas de comienzos del siglo XX; todos ellos interesados por la asimetría y la irregularidad del arte japonés. Se vieron especialmente afectados por la falta de perspectiva, luz sin sombras, las áreas planas de colores vibrantes, la libertad de composición al colocar a los sujetos descentrados, organizados en ejes diagonales bajos al fondo, en su mayor parte. Estas son las principales características del arte japonés que influyó en los artistas occidentales. Estos elementos estaban en contraste directo con la tradición artística occidental y fueron asumidos por la pintura rupturista del siglo XIX y las vanguardias del siglo XX, como recursos liberadores de las convenciones academicistas.

## Historia
Durante la era Kaei (1848 – 1854), los barcos mercantes extranjeros comenzaron a llegar a Japón. Después de la restauración Meiji en 1868, Japón acabó con un largo periodo de aislamiento nacional y se abrió a las importaciones de Occidente, incluyendo la fotografía y las técnicas de impresión; a su vez, las láminas ukiyo-e y la cerámica japonesa, seguidos con el paso del tiempo por tejidos japoneses, bronces y esmalte cloisoné y otras artes llegaron a Europa y América y pronto ganaron popularidad. 
El japonismo comenzó con la moda de coleccionar arte japonés, en particular estampas (ukiyo-e), de las cuales los primeros ejemplos se vieron en París. Alrededor de 1856 el artista francés Félix Bracquemond encontró una copia del libro de esbozos Hokusai Manga en el taller de su impresor; habían sido usados como material de embalaje en un pedido de porcelana. En 1860 y 1861 reproducciones (en blanco y negro) de ukiyo-e se publicaban en libros sobre Japón. Baudelaire escribió en una carta en 1861: «Hace un tiempo recibí un paquete de japonneries. Las he repartido entre mis amigos.», y al año siguiente La Porte Chinoise, una tienda que vendía diversos productos japoneses incluían estampas, se abrió en la calle de Rivoli, la calle comercial más a la moda de París. En 1871 Camille Saint-Saëns escribió una ópera en un acto, La princesse jaune según libreto de Louis Gallet, en el que una chica holandesa está celosa de la fijación de su amigo artista por un grabado ukiyo-e. 
Al principio, a pesar del contacto inicial de Braquemond con una de las obras maestras clásicas de ukiyo-e, la mayor parte de las estampas que llegaban a Occidente eran obra de artistas japoneses contemporáneos de los años 1860 y 1870, y fue necesario que pasara un tiempo hasta que el gusto occidental accediera y apreciara a los grandes maestros de generaciones anteriores. 

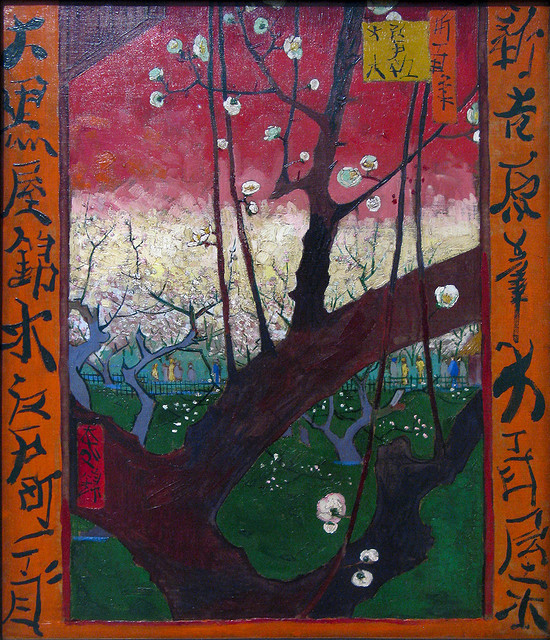
Van Gogh, El ciruelo en flor (según Hiroshige), 1887.

Al mismo tiempo, muchos intelectuales estadounidenses sostuvieron que los grabados Edo eran una forma de arte vulgar, única de ese período y distinta al legado nacional, religioso y refinado, de Japón conocido como Yamato-e (大和絵, imágenes del periodo Yamato, por ejemplo, las de los maestros Zen Sesshu y Shubun). 

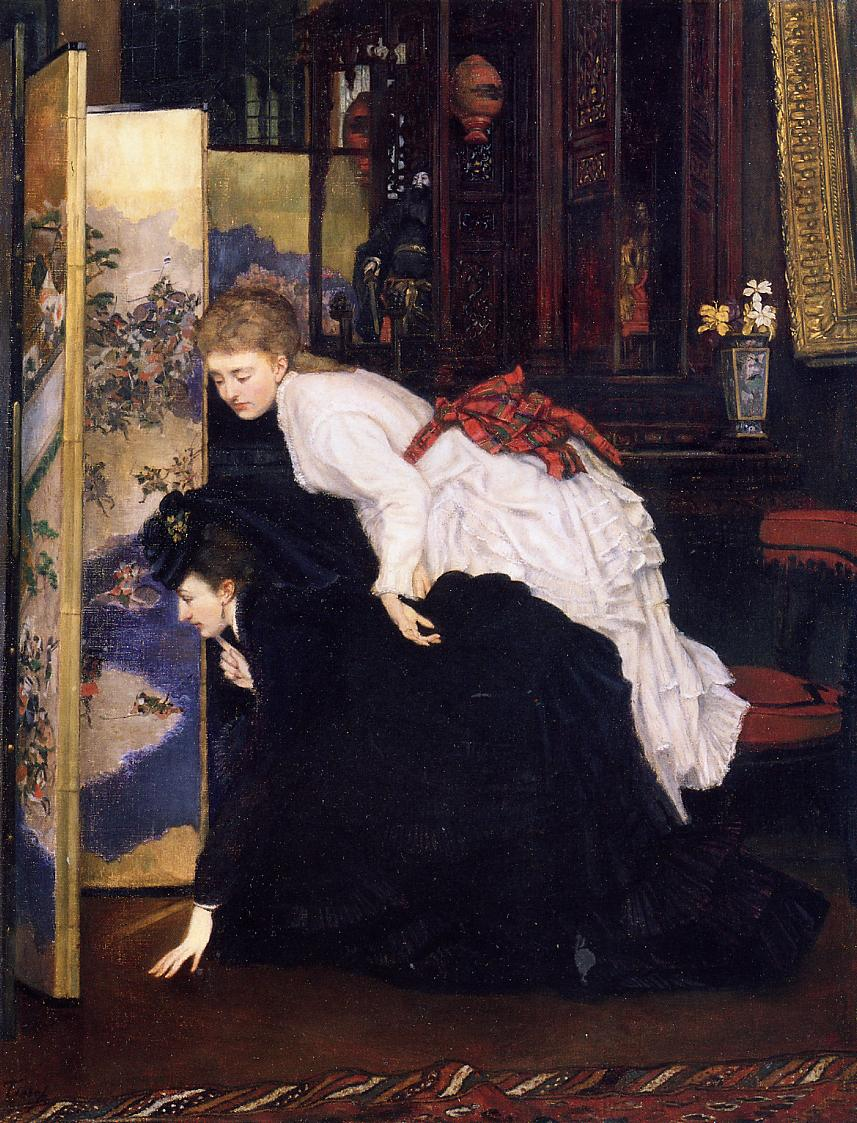
Mujeres jóvenes a la moda inspeccionando un biombo japonés, una pintura de James Tissot, h. 1869-70.

Los coleccionistas franceses, escritores y críticos de arte realizaron muchos viajes a Japón en los años 1870 y 1890, lo que llevó a la publicación de artículos sobre estética japonesa y la creciente distribución de láminas de la era Edo en Europa, especialmente en Francia. Entre ellos, el economista liberal Henri Cernuschi, el crítico Théodore Duret (ambos en 1871 – 1872), y el coleccionista británico William Anderson, quien vivió durante algunos años en Edo y enseñó medicina. (La colección de Anderson ha sido adquirida por el Museo Británico.) Algunos marchantes de arte japoneses posteriormente residieron en París, como Tadamasa Hayashi y Jijima Hanjuro. La Exposición Universal de París de 1878 mostró muchas piezas de arte japonés.

## Artistas y movimientos

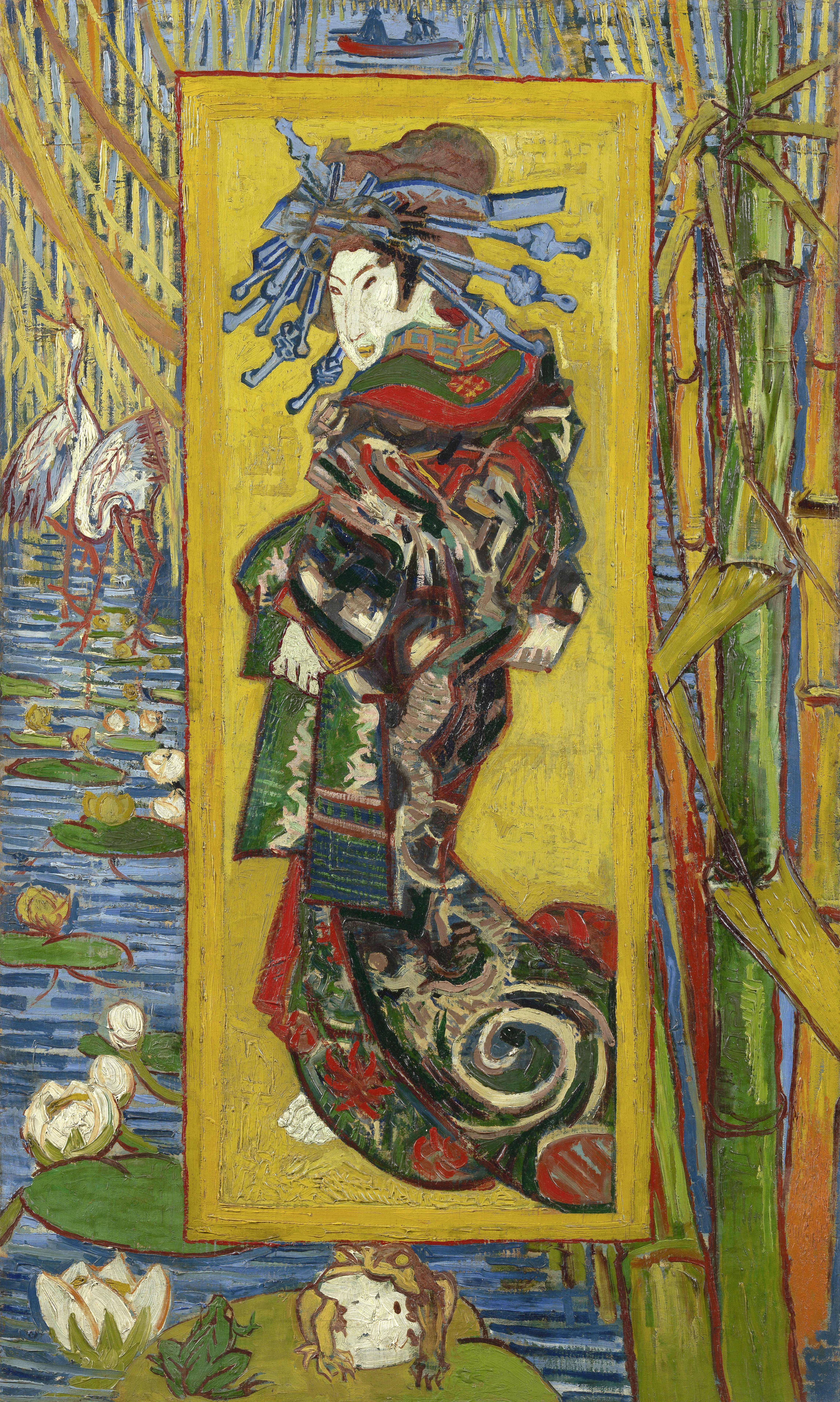
Van Gogh - La cortesana (según Eisen), 1887.

Los artistas japoneses que tuvieron gran influencia fueron, entre otros, Utamaro y Hokusai. Curiosamente, mientras el arte japonés se hacía popular en Europa, al mismo tiempo, la bunmeikaika (文明開化, «Occidentalización») llevó a una pérdida de prestigio para esas estampas en Japón. 
Entre los artistas que se vieron influidos por el arte japonés estuvieron Manet, Pierre Bonnard, Henri de Toulouse-Lautrec, Mary Cassatt, Degas, Renoir, James McNeill Whistler (Rosa y plata: La princesa del país de la porcelana, 1863-64), Monet, Van Gogh, Camille Pissarro, Paul Gauguin, y Klimt. Algunos artistas, tales como Georges Ferdinand Bigot, incluso se mudaron a Japón debido a su fascinación con el arte japonés.
Aunque se recibió la influencia en todo tipo de medios artísticos, influyó sobre todo en la ilustración, sin que ello sea sorprendente, aunque la litografía, no la xilografía, fue el medio más popular. Las láminas y carteles de Toulouse-Lautrec apenas pueden imaginarse sin la influencia japonesa. No fue hasta Félix Vallotton y Paul Gauguin que la propia xilografía se usó mucho para obras a la japonesa, y entonces, en su mayor parte, en blanco y negro.
Whistler fue importante a la hora de introducir en Inglaterra el arte japonés. Se le reconoció a París el centro de todo lo japonés, y Whistler adquirió una buena colección durante su estancia allí.
Varias pinturas de Van Gogh imitan el estilo y los temas ukiyo-e. Por ejemplo, Le Père Tanguy, el retrato del propietario de una tienda de material artístico, muestra seis diferentes ukiyo-e en la escena del fondo. Pintó La cortesana en 1887 después de encontrar un ukiyo-e de Kesai Eisen en la portada de la revista Paris Illustré en 1886. En esta época, en Amberes, ya estaba coleccionando estampas japonesas.
En términos musicales, puede decirse que Giacomo Puccini usó el Japonismo en Madama Butterfly, y más tarde en Turandot. La opereta de Gilbert and Sullivan El Mikado se inspiró por la exposición japonesa en Knightsbridge, Londres. 
Ukiyo-e, con sus líneas curvadas, superficies de patrón y vacíos en contraste, y el carácter llano de su plano pictórico, también inspiraron al modernismo. Algunos patrones de líneas y curvas se convirtieron en clichés gráficos que más tarde se encontraron en las obras de artistas de todo el mundo. Estas formas y bloques planos de color fueron los precursores del arte abstracto.

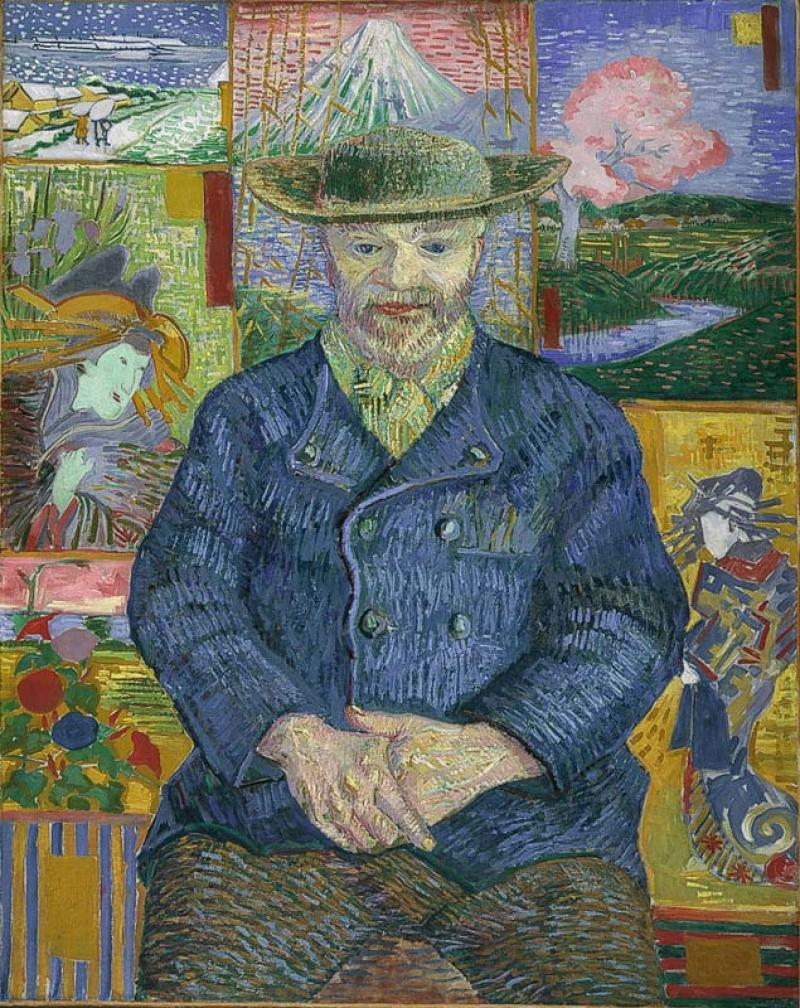
Van Gogh - Retrato de Père Tanguy
Ejemplo de la influencia del ukiyo-e en el arte occidental de vanguardia.

El japonismo implicó también la adopción de elementos japoneses en o estilo en todas las artes aplicadas, desde el mobiliario a los tejidos, pasando por la joyería o el diseño gráfico.